# Dei Verbum
Dei Verbum (officiële titel: Dogmatische constitutie over de goddelijke openbaring), is een van de vier dogmatische constituties uitgevaardigd door het Tweede Vaticaans Concilie (1962-1965). 
De eindtekst werd door het Concilie goedgekeurd op 08-09-1965 en werd plechtig uitgevaardigd door paus Paulus VI op 18 november 1965.
De Latijnse titel Dei Verbum betekent Woord van God; zoals gebruikelijk in kerkelijke documenten worden de eerste woorden van de openingszin gekozen als titel.
Dit document over de Openbaring heeft een fundament gelegd voor de dialoog met de niet-katholieke christenen door de verhouding van traditie, heilige schrift en leergezag beter en duidelijker uiteen te zetten.

## Inhoud
De nummers zijn deze van de hoofdstukken, met tussen haakjes de nummers van de paragrafen.
Inleiding (1)
1. De openbaring zelf (2-6)
2. Het doorgeven van de goddelijke openbaring (7-10)
3. De goddelijke inspiratie van de Heilige Schrift, en de schriftverklaring (11-13)
4. Het Oude Testament (14-16)
5. Het Nieuwe Testament (17-20)
6. De Heilige Schrift in het leven van de Kerk (21-26)